# 반제선
반제선(독일어: Wannseebahn)은 과거의 베를린 포츠담역(베를린 포츠다머 플라츠역 인근)에서 출발하여 베를린 쇠네베르크, 반제를 경유하여 포츠담으로 향하는 베를린의 근교 철도 노선이다. 노선의 명칭은 대 반제호(Großer Wannsee)에서 왔으며, 호수 인근을 지나간다. 베를린 S반의 S1, S7(일부 구간) 노선이 운행한다.

## 역사

### 구 반제선
최초로 건설된 반제선(Alte Wannseebahn)은 현재 베를린 S반의 첼렌도르프, 멕시코플라츠, 슐라흐텐제, 니콜라스제, 반제, 그리브니츠제역 인근을 잇는 노선이었다.
1860년대 베를린과 포츠담 사이의 미개발지에 택지 조성이 시작되었다. 베를린에는 요한 안톤 빌헬름 폰카르스텐(Johann Anton Wilhelm von Carstenn)의 설계로 리히터펠데(Lichterfelde) 지구가 개발되었고, 1872년 리히터펠데 B.M.역(현재의 리히터펠데 베스트역)이 개업했다. 1860년대 중반에는 베를린-포츠담-마그데부르크 철도회사(Berlin-Potsdam-Magdeburger Eisenbahn-Gesellschaft, BPME)의 이사회 의장이었던 빌헬름 콘라트(Wilhelm Conrad)가 대반호(Großer Wannsee) 일대에 주거지를 개발하기로 결정했고, 이후 택지지구가 분할되어 개발되었다. 1869년 당시 프리드리히 카를 폰프로이센 왕자(Prinz Friedrich Karl von Preußen)를 포함한 여러 지주는 반호와 슐라흐텐호를 향한 철도 노선을 건설하기로 합의했다. 베를린-포츠담 간선의 첼렌도르프역에서 향후 복선으로 확장할 수 있는 단선으로 분기하여, 슐라흐텐호와 반호 일대에 정차역을 건설하고, 콜하젠교(Kohlhasenbrück)에서 다시 합류하는 형태로 설계되었다.

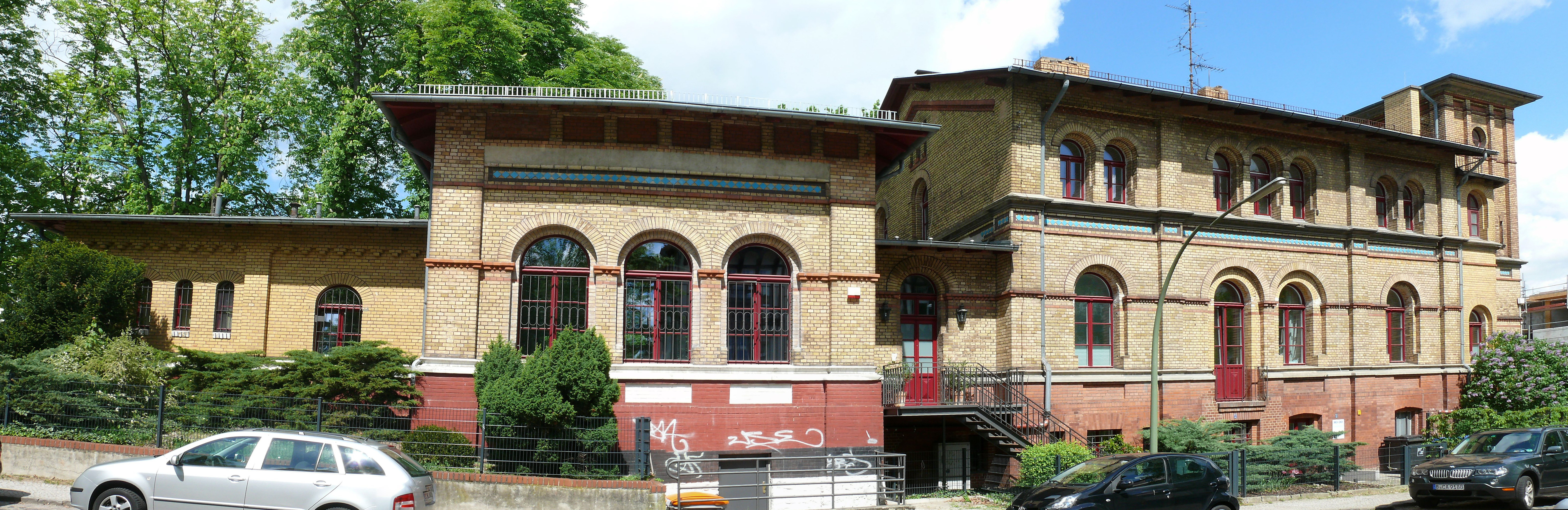
슐라흐텐제역 대합실, 2013년

BPME에서는 1870년 2월 노선 건설 준비를 시작했고, 1871년 5월 31일 주 건축허가를 받았고, 그 다음 해에 주 경찰의 허가를 받았다. 이 과정에서 단선 철도 건설 계획이 복선 철도로 확대되었다. 당시 이 노선이 지나가는 곳 일대는 개발되지 않은 상태였기 때문에 복선 철도 건설은 독일어의 언어 유희(Wannsee/Wahnsinn)를 사용하여 "비정상적인 철도"(Wahnsinnsbahn auf Conrädern)로 취급받았다. BPME에서는 향후 베를린과 첼렌도르프 및 포츠담 간에 별도의 복선 철도 노선이 건설되면 복복선 철도 중 한 쪽 복선은 교외선, 다른 쪽 복선은 장거리 열차선으로 사용할 수 있음을 주장했다. BPME에서는 1873년에 복선 철도 건설 허가를 신청했으나, 이 과정에서 철도 건널목이 제거되어야 했기 때문에 회사의 당초 예산을 초과하게 되면서 일단은 미루어 두었다. 반제선 건설 당시에 늪지와 숲지를 따라서 철도 건설에 필요한 자재를 이송하기 어려울 것이라는 문제가 제기되었다. 문제를 해결하기 위해서 한 쪽 철도 노선을 먼저 건설하고, 해당 노선을 다른 쪽 철도 노선 건설용으로 사용하기로 하면서 공사 기간이 연장되었다.
공식적인 반제선 개통일은 1874년 7월 1일이며, 베를린의 첫 교외 철도 노선이었다. 슐라흐텐제역과 바넨제역(1878년부터 반제로 개칭됨) 외에도 베를린-마그데부르크선 노선 상에 노이바벨스베르크역(현재의 그리브니츠제역)이 개업했다. 반제선을 경유하여 베를린과 포츠담을 연결했던 열차는 모든 중간역에 정차했다. 개통 4개월 후인 1874년 11월 1일에는 당시 독립 지자체였던 슈테글리츠 북부 지역에 프리데나우역이 개업했다. 열차 운행이 증가하면서 베를린 포츠담역이 몇 년 후에 증축되어야 했다.
반제역과 콜하젠교 사이에는 반제선 근교선 이외에도 1879년에 베츨라어선의 장거리 열차선이 건설되었다. 원래는 이 노선의 노반이 반제선 북쪽의 호안을 따라서 건설될 예정이었으나, 정원 시설로 인하여 공사가 불가능하게 되면서 노선이 변경되었다. 장거리 열차선은 향후 베를린 니콜라스제역이 건설될 자리에서 반제선과 입체 교차하며, 이후 반제선 선로 남쪽으로 진행한다. 1880년에는 베를린-포츠담-마그데부르크 철도회사가 국유화되었다.

### 신 반제선
신 반제선은 베를린-첼렌도르프 구간에서 베를린-마그데부르크선의 별도 근교선으로 건설되었으며, 현재 베를린 S반 S1 노선 남부 구간의 전신이다. 신 반제선은 첼렌도르프에서 구 반제선과 이어진다.

1883년 사고 당시 슈테글리츠역 구조

베를린과 당시 독립시였던 슈테글리츠, 첼렌도르프의 인구가 1880년대부터 급속하게 증가하면서 근교선 수요도 증가했다. 1880년에는 베를린-슈테글리츠간 매일 80편성의 열차가 운행했고, 이 중 76편성은 첼렌도르프까지 운행했다. 1886년에는 98편성이 슈테글리츠, 96편성이 첼렌도르프까지 운행했다. 슈테글리츠역은 1883년까지 고가화되면서 알브레흐트슈트라세(Albrechtstraße) 철도 건널목이 사라질 예정이었다. 당시 역은 쌍상대식 승강장 구조였고, 중앙 승강장에서는 양방향 열차를 모두 이용할 수 있었다. 프로이센 하원에서 철도채권법(Eisenbahn-Anleihegesetz)을 거절한 후, 1883년 9월 2일 슈테글리츠역에서 철도 사고가 발생했다. 베를린 방향 열차를 탑승하려고 했던 승객 일부가 중앙 승강장으로 가는 차단기를 강제로 개방했는데, 이때 반대 방향으로 가던 급행 열차가 들어오면서 39명이 사망했고 6명이 부상당했다. 철도 사고로 인하여 슈테글리츠역 구조 개선이 최우선 과제가 되었고, 이듬해인 1884년에 계획이 승인되었다. 1885년 10월 슈테글리츠역 개선 공사가 끝났고, 알브레흐트슈트라세 도로 낮춤 공사는 1887년에 완공되었다.
1887년 4월 1일에 통과된 철도채권법을 통해서 베를린-첼렌도르프간 복복선 철도 건설 자본을 확보할 수 있었다. 교통량이 계속 증가하면서 1888년에는 노이바벨스베르크-포츠담간 복복선 공사가 승인되었고, 1889년에는 첼렌도르프까지의 구간 예산을 386만 금 마르크에서 194만 금 마르크를 추가하기로 하면서 남부 순환선 연결선 건설이 포함되었다. 당시 포츠담역 장거리 승강장 동쪽에 순환선, 서쪽에 반제선 근교선 열차가 종착하게 되었다. 각각은 섬식 승강장으로 구성되었고, 반제선이 있는 서쪽으로는 추가 대합실이 건설되었다. 양쪽 근교선 승강장은 지하 터널을 통해서 장거리 열차 승강장과 역 외부와 연결되었다. 첼렌도르프까지의 중앙역은 근교선 열차만 정차하는 것으로 계획되었다. 기존의 정차역인 프리데나우, 슈테글리츠, 리히터펠데, 첼렌도르프, 슐라흐텐제, 반제, 노이바벨스베르크, 포츠담 바벨스베르크역(노바베스노이엔도르프; Nowawes-Neuendorf) 및 포츠담 중앙역 외에도 신규 정차역으로 그로스괴르셴슈트라세역(Großgörschenstraße)이 추가되었다. 란트베어 운하 남쪽으로는 기관차 20량을 유치할 수 있는 기지가 건설되었으며, 향후 24량 규모로 확대되었고 유치선의 총 길이는 2700 m였다.
신 반제선의 역사는 동일한 규격으로 건설되었다. 승강장 길이는 200 m, 섬식 승강장의 폭은 교통량에 따라서 10.2 m부터 13.2 m 사이로 건설되었다. 빠른 승하차를 위해서 반제역까지의 모든 역 승강장 높이는 궤도면에서 76 cm로 설계되었다. 당시 사용했던 컴파트먼트 객차 바닥보다 44 cm 더 낮았기 때문에 1단의 계단만으로 열차에 진입할 수 있었고, 승강장에서 객차 내부를 원활하게 볼 수 있었기 때문에 승객이 승차 위치로 정렬할 수 있었다. 승강장 지붕은 목제 골조에 아스팔트 코팅지를 사용했으며, 지붕 구조물은 2열의 철제 기둥으로 지탱되었다.
노이바벨스베르크-포츠담 구간은 교통량이 적을 것으로 예측되어 역 시설이 상대적으로 적게 갖춰졌다. 첼렌도르프까지의 구간과는 다르게 지상에 노반이 건설되었으며 철도 건널목이 계속 존치되었다. 승강장 높이도 30 cm로 설계되었다. 포츠담 중앙역에는 반제선 열차용 상대식 승강장이 건설되었고, 기존 장거리 열차선은 남쪽으로 이설되었다.
베를린-첼렌도르프간 신 반제선(Neue Wannseebahn) 및 노이바벨스베르크-포츠담 구간 근교선은 1891년 10월 1일에 영업을 시작했다. 이 노선을 갖추면서 베를린과 포츠담간 근교선과 장거리 열차선이 각각 복선으로 분리되었다. 프로이센 국영철도에서는 노선 개통에 맞추어서 베를린 도심선과 베를린 순환선 및 방사형으로 뻗어 나가는 대부분 노선에 할인된 근교선 요금을 도입했다. 반제선을 따라서 포츠담을 넘어서 베르더 (하펠)까지 운행하는 열차에도 근교선 요금이 적용되었다. 근교선 요금 도입 이후 한 달만에 반제선 승객이 50% 증가했다. 정규 열차는 베를린에서 반제까지 운행했으며 일부 열차는 추가 인상선이 설치된 첼렌도르프에 종착했다. 1894년 여름에는 베를린-반제간 배차 간격이 평시 20분, 출퇴근 시간에는 첼렌도르프까지 운행하는 열차가 10분 간격으로 운행했다. 1895년 5월 1일에는 베를린-첼렌도르프간에 출퇴근 시간에는 5분 간격으로 운행했다. 반제-포츠담 구간은 마그데부르크선을 통해서 오는 장거리 열차와 베를린 도심선을 통해서 오는 열차가 베를린으로 더 빨리 도달했기 때문에 1시간 배차 간격으로 운행했다. 1891년부터는 베를린 도심선을 통해서 오는 열차가 반제-포츠담 구간의 근교선을 사용했다.

### 전철 시험 운행
1891년부터는 베를린 왕립 철도국(KED Berlin)에서 베를린 도심선, 순환선, 근교선의 완전한 전철화를 계획하고 있었고, 연합전기회사(Union-Elektricitäts-Gesellschaft, UEG)에서는 해당 문제 해결을 위해서 독일 기계공학자협회(Verein Deutscher Maschinen-Ingenieure)와 논의하고 있었다. 증기 기관차 운행에 비해서 운행 시간이 단축되고 배차를 더 증가시킬 수 있었다. 전철화의 장점을 취하기 위해서 더 강력한 증기 기관차 운행을 주장했던 쪽도 있었으나, 최종적으로는 전철 시험 운행으로 결정되었다.
반제선은 근교선과 장거리 열차선이 분리되어 있었고, 일부 시간대에는 시간당 최대 12편성까지 열차가 운행했기 때문에 전철화에 적합하다고 판단되었다. 지멘스 운트 할스케에서는 전철 시설을 설치하고 필요한 전력을 그로스리히터펠데 노면전차(Straßenbahn Groß-Lichterfelde)를 위한 회사 소유 발전소에서 충당할 계획을 제안했다. 시험 운행을 위해서 컴파트먼트 객차 2량이 충당되었고, 템펠호프 기지에서 개조되었다. 두 객차 사이에는 전기 선로가 연결된 추가 객차 8량이 연결되었다. 급전 방식은 직류 750 V 제3궤조를 사용했고, 급전 궤도는 주행 궤도 옆에 설치되어 상면 접촉 방식을 사용했다. 급전 궤도는 과거의 주행 궤도를 재활용했고 궤도 연결부는 구리를 사용하여 전기적으로 연결했다. 주행 궤도는 귀전 전력용으로 사용되었다. 급전 궤도는 선로 중심점에서 1570 mm, 궤도 위에서 320 mm 떨어진 지점에 설치되었으며, 매 4-5 m마다 목제 절연 및 지지 장치가 설치되었다. 급전 궤도가 시작되고 끝나는 부분은 약간의 기울기가 적용되어 집전 장치가 부드럽게 연결될 수 있도록 했다. 역사 내부에는 급전 궤도에 덮개가 설치되었고, 본선 상에는 100 m마다 급전 궤도를 분리해 두었다.
지멘스 운트 할스케에서는 야간에 시험 운행을 할 수 있도록 1900년 4월까지 전기 철도 시설 설치 및 차량 납품에 합의했다. 주 제어기와 집전 장치를 약간 수정한 후, 1900년 4월 18일 전 구간 전철 시험 운행이 시작되었다. 시험 운행 이후에는 기관사 훈련이 진행되었다. 1900년 8월 1일부터는 베를린 반제선역부터 첼렌도르프역 사이 전철 영업 시운전이 시작되었다. 초기에는 매일 6편성이 운행했으나, 시험 운행을 거치면서 매일 30편성 운행으로 증가했다. 초기에는 단축한 운행 시간 동안 유지관리가 이루어졌다. 시험 운행 당시에는 증기 기관차 견인 열차의 시간표대로 운행했기 때문에 역간 운행 시간에는 변화가 없었다. 증기 기관차에 비해서 부드러운 가감속, 더 적은 증기와 미세먼지 피해가 호평받았다. 기관사 입장에서도 취급이 증기 기관차보다 더 간단했다. 궤도를 연결했던 구리선 재질이 잘 끊어졌기 때문에 구리 막대로 대체되었다. 영업 시운전은 1902년 7월 1일에 종료되었다. 시험 운행 결과가 호평받으면서 프로이센 국영철도는 안할트 근교선의 전철 시험 운행을 결정했고, 차후 모든 근교선 열차가 전철화되었다.

### 20세기 초반부의 개발

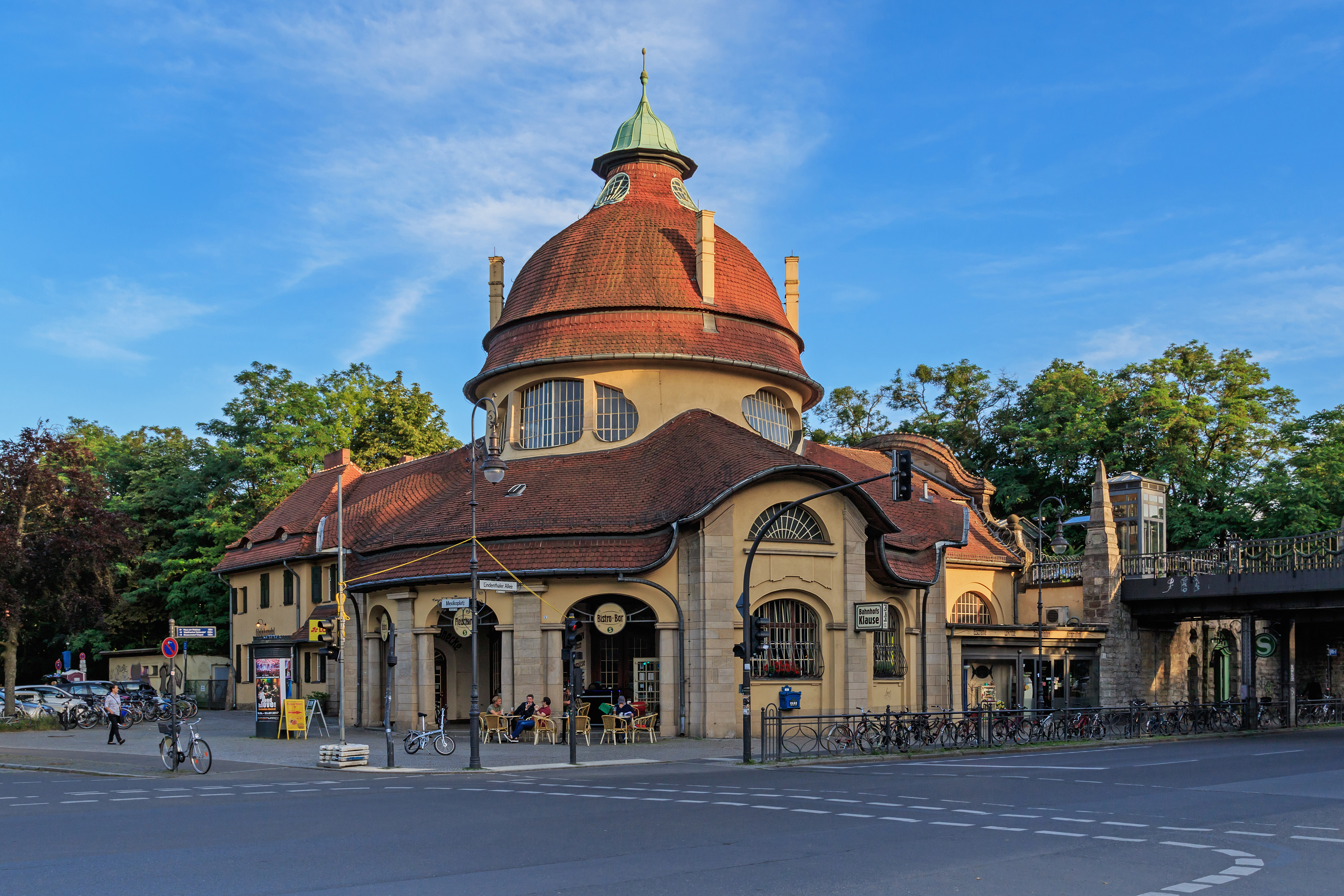
베를린 멕시코플라츠역, 2013년

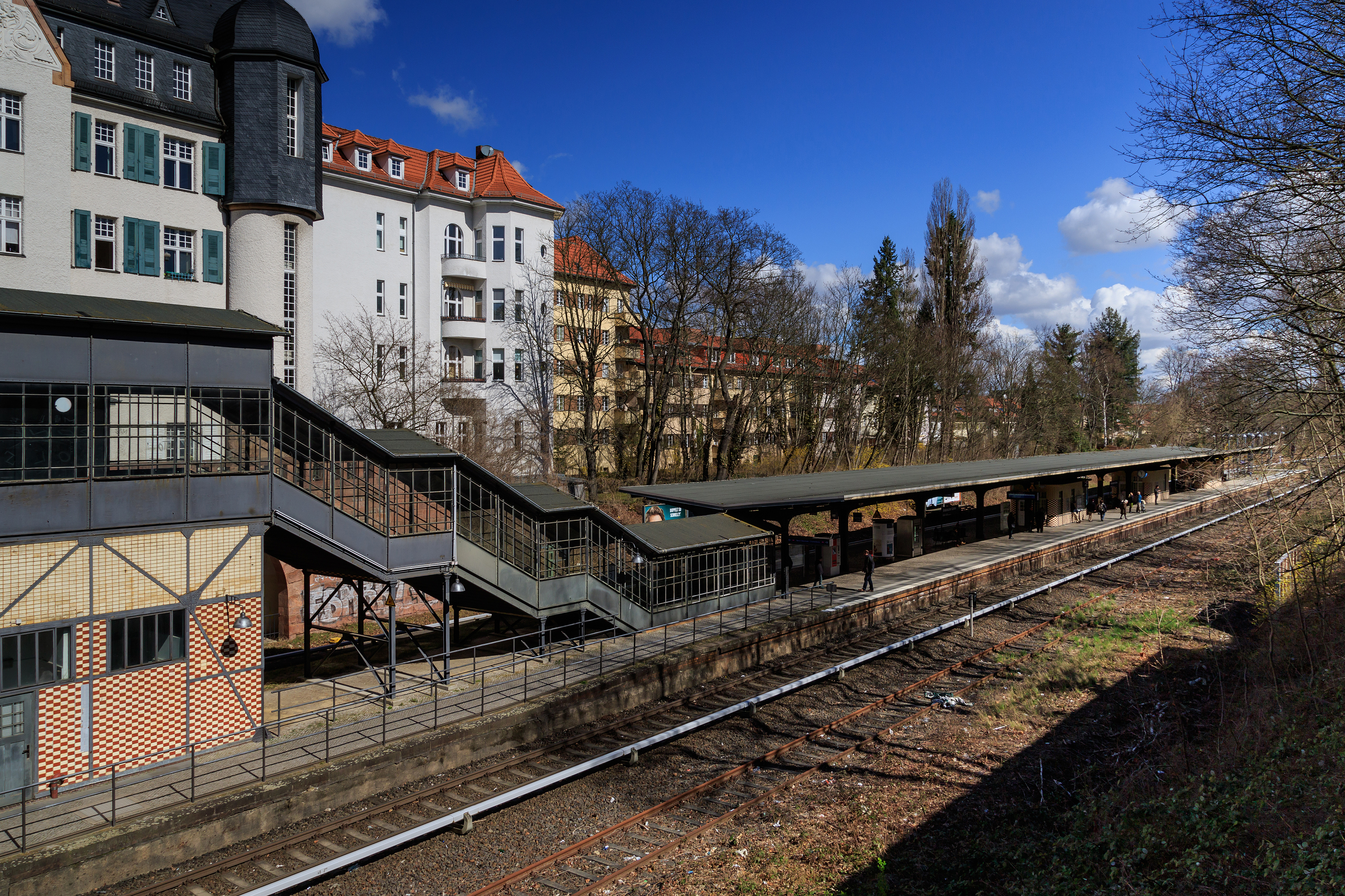
베를린 보타니셔 가르텐역, 2015년

20세기 초에 여러 중간역이 개통했다. 그루네발트 숲 남쪽이 여러 개발 회사에 매각되면서, 투자자를 유치하기 위해서 새로운 철도역 건설이 계획되었다. 개발 초기에는 승객 수를 낮게 예상했기 때문에 개발 회사에서 철도역 건설을 직접 투자해야 했다. 1902년 5월 1일 베를린 니콜라스제역이 개통했다. 2년 후에는 첼렌도르프 베렌슈트라세역(Zehlendorf Beerenstraße; 1987년 이후 멕시코플라츠역)이 개통했으며, 1911년 12월 15일 첼렌도르프 베스트(Zehlendorf West)역으로 개칭되었고 그와 동시에 첼렌도르프역이 첼렌도르프 미테(Mitte)역이 되었다. 1909년 5월 1일에는 리히터펠데역과 슈테글리츠역 사이에 베를린 보타니셔 가르텐역이 개통했다. 슈테글리츠 지역 추가 정차역, 순환선과의 교차점 상의 추가 정차역, 프리데나우역 증축은 당시에는 계획으로만 남아 있었다. 베를린 왕립 철도국에서는 열차 운행 증편을 위하여 폐색 길이를 단축했으며, 1906년부터는 베를린-첼렌도르프 구간을 기술적으로는 3분 배차 간격으로 운행할 수 있게 되었다. 실제로는 출퇴근 시간대에 4분 간격으로 단축되었다.
선로 수송량을 증가시치기 위해서 1903년 5월 1일부터는 급행 근교선 열차를 도입했다. 급행 열차는 베를린-첼렌도르프 간을 무정차 운행했으며 두 역간 운행 시간은 15분이었다. 그러나 다른 열차 운행에 방해가 되었고 배차 간격 단축이 어려웠기 때문에 1907년 5월 1일 다시 운영을 중단했다. 1907년 12월 16일부에는 급행 열차가 다시 도입되었다. 급행 수송은 베를린 방면으로만 진행되었으며, 첼렌도르프역에서 장거리 열차선으로 전환하여 임시 승강장에 정차했다. 1909년 10월 1일부터는 반대 방향에도 승강장이 설치되어 교외 방면으로도 급행 열차가 정차했다. 이 노선의 주 이용객은 상류층이 대부분이었기 때문에 은행원 열차(Bankierzug)라는 별명이 붙었다. 승객 수가 연간 10%씩 계속 증가하면서 베를린 철도국에서는 반제선 교외 열차 일부를 장거리선으로 계속 운행하기로 했다. 이를 위해서 장거리선과 근교선간의 연결선이 건설되었다. 1911년 8월 3일 완공 이후 첼렌도르프역에 추가 승강장을 착공하여 1914년 초에 완공했다. 해당 승강장은 시외 방면 열차 일부만 정차했으며, 베르더까지 운행하는 교외선 열차는 통과했다.
반제-첼렌도르프 구간은 역내 화물 열차와 근교선 열차가 선로를 공유했다. 슐라흐텐제역에서는 열차 추월이 가능했으나, 당시 모든 화물열차의 편성 길이가 승강장보다 길었기 때문에 1907년에 반제-슐라흐텐제 구간에 별도의 복선 건설이 계획되어 1909년 2월 1일부터 영업을 시작했다. 1934년 9월 1일에는 슐라흐텐제-첼렌도르프 구간도 복선화되면서 구 반제선의 모든 철도 건널목이 폐쇄되었다.

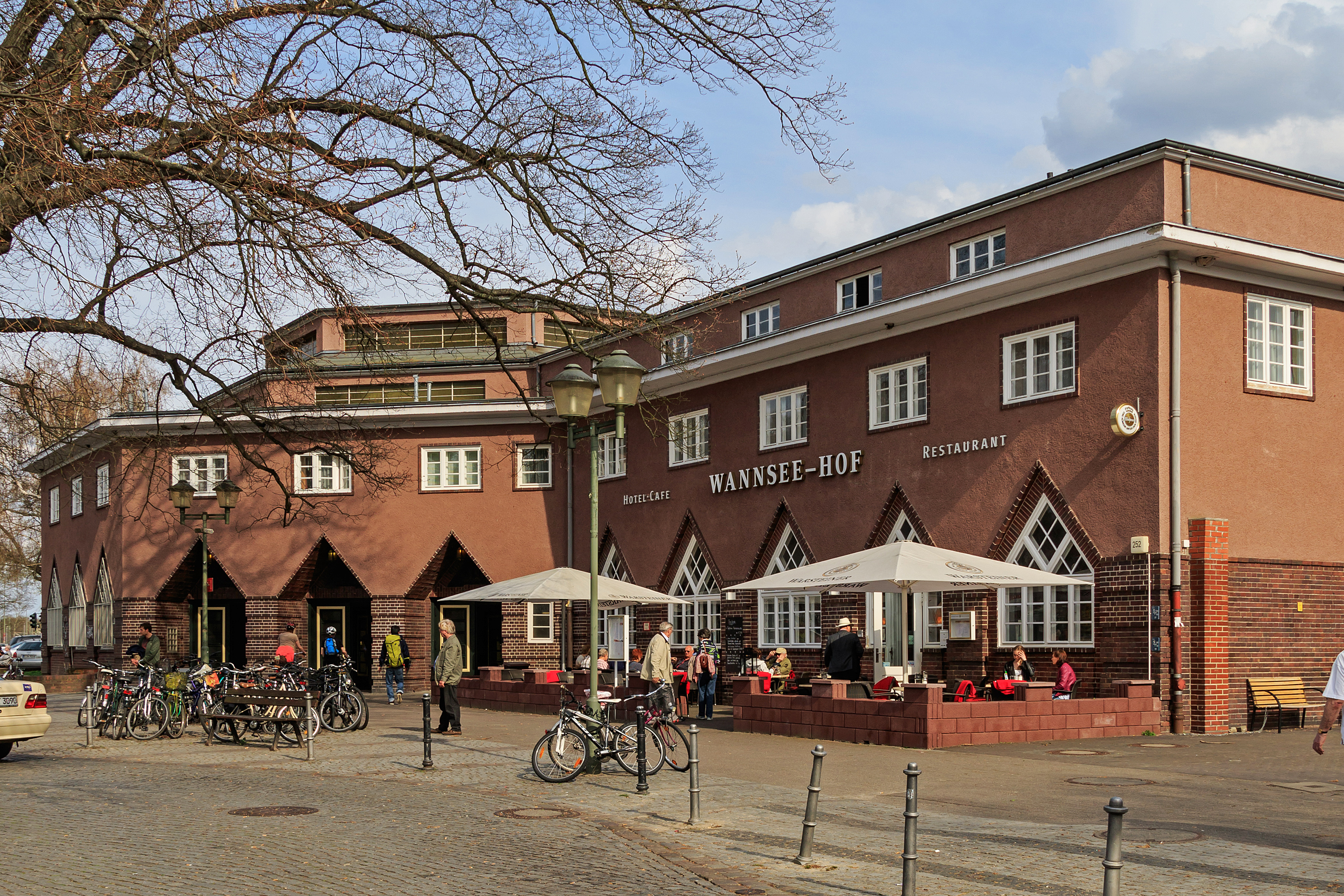
베를린 반제역, 2015년

포츠담 중앙역에는 1903년에 추가 근교선 승강장이 개업하여 도심선과 반제선 열차가 별도의 승강장으로 분리되었다. 1912년에는 포츠담 구간 승강장도 76 cm로 개축되었다. 1915년에는 노바베스 일대의 선로가 고가화되었다. 이외에도 신호소 개축, 분기기 설치 등 작은 공사가 진행되었다. 1913년에는 총 4230만 명의 승객을 수송하면서 당시의 최고 기록을 달성했다.
1920년 10월 1일 대베를린이 결성되면서 당시 근교 지자체가 베를린에 통합되었으며, 베를린의 새로운 시계는 콜하젠교까지 확대되었다. 베를린에 편입된 모든 역의 명칭에는 베를린(Berlin-)이라는 접두사가 붙었다. 반제-포츠담 구간이 독일국영철도의 베를린 도심선 전철화 계획의 일부로 포함되었음에도 불구하고 베를린 반제선역-반제 구간은 계속 증기 기관차 견인 열차로 운행했다. 반제역은 전철화 계획에 따라서 방향별 복복선 승강장으로 개축되었으며, 반제선은 복복선의 내선 승강장 내선에서 종착했다. 1928년 6월 11일에는 (에르크너-베를린 도심선-)반제-포츠담 구간이 전철화되었으며, 1928년 10월 7일에 마지막 증기 기관차 견인 열차가 운행했다. 전철화와 동시에 반제선 열차는 반제역 종착으로 변경되었다.

### 전철화

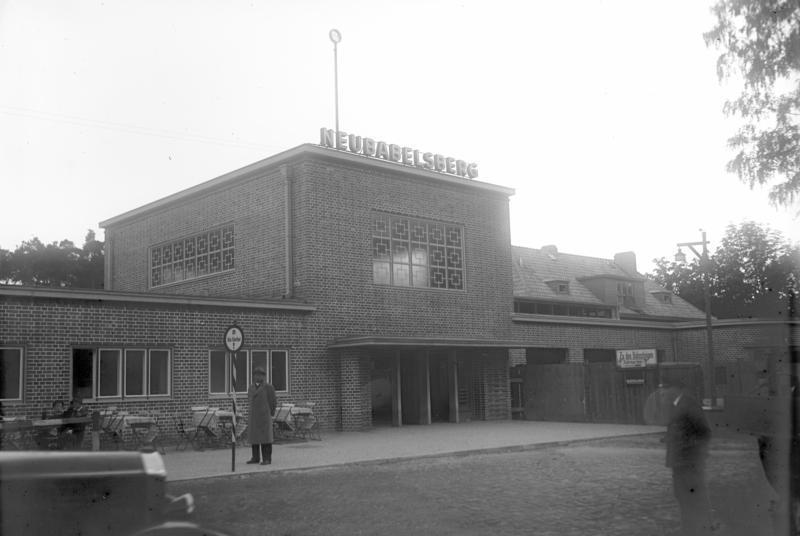
노이바벨스베르크역 역사, 1931년

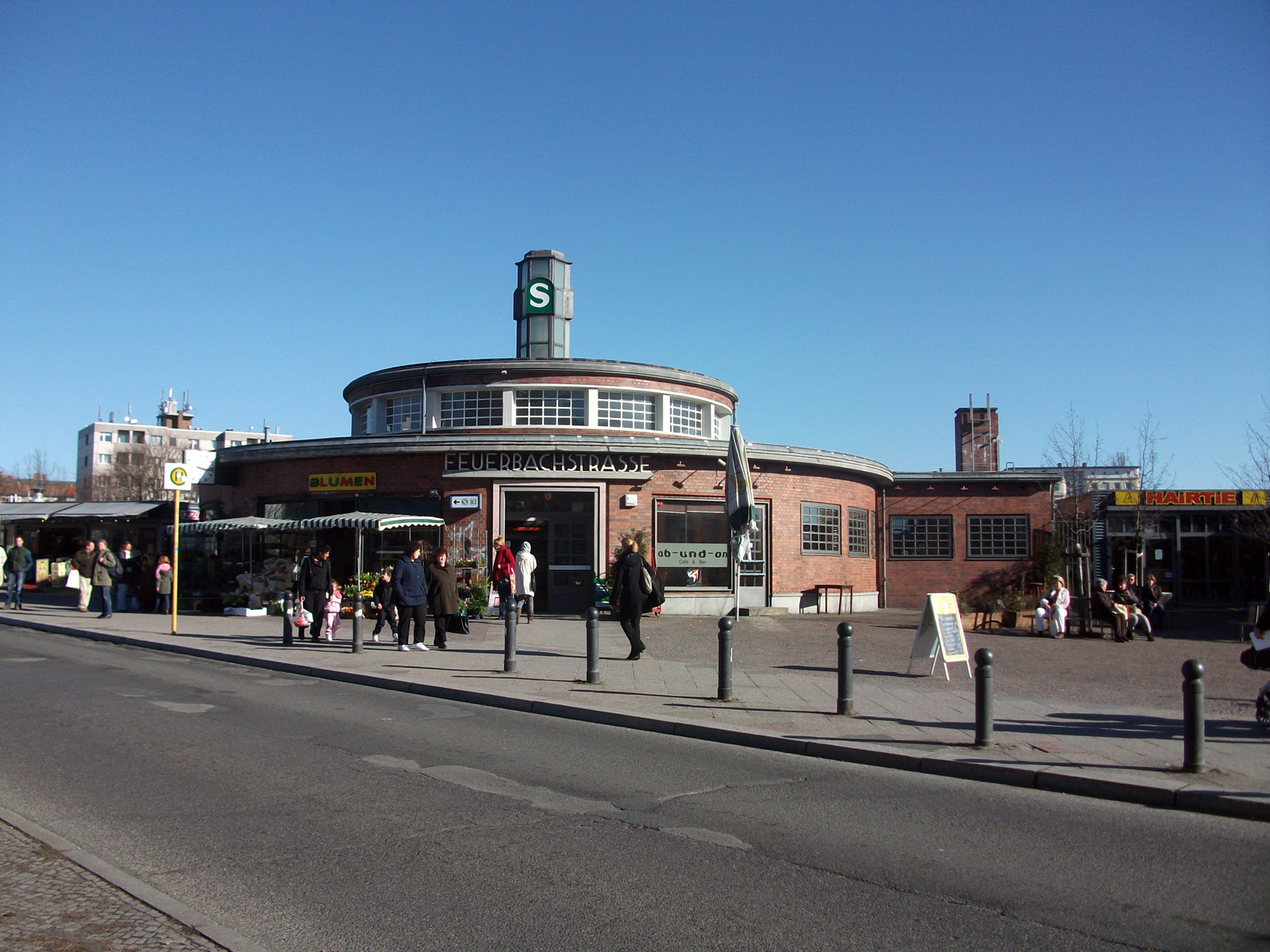
베를린 포이어바흐슈트라세역, 2011년

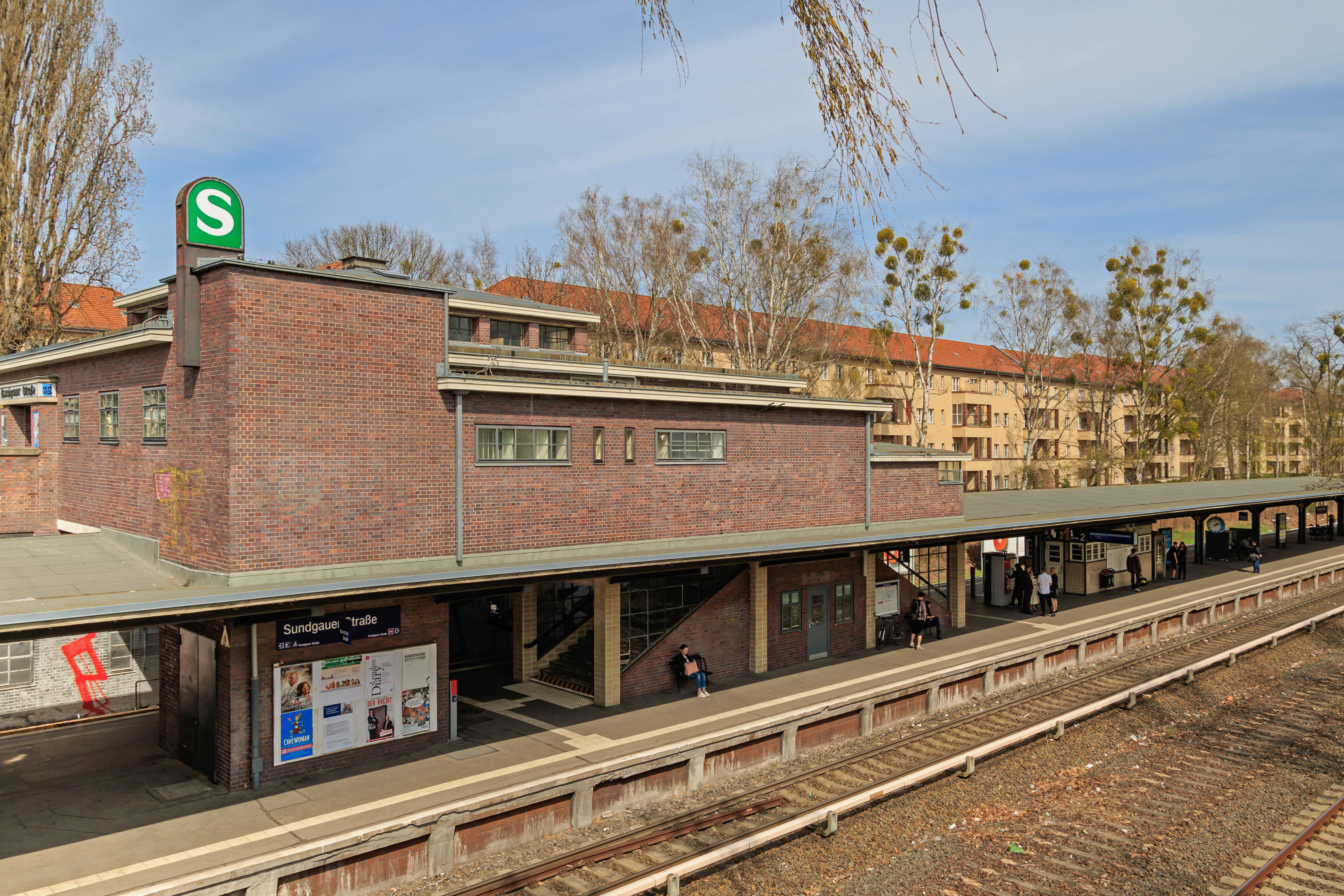
베를린 준트가우어 슈트라세역, 2015년

1920년대 반제선은 다른 근교선에 비해서 발전에 뒤처졌다. 베를린 순환선과의 환승은 그로스괴르셴슈트라세역과 쇠네베르크역간에서 간접적으로만 가능했으며, 400 m 떨어진 두 역을 별도의 환승 통로 없이 길을 따라 걸어가야만 했다. 또한 베를린 반제선역은 프리드리히슈트라세역 일대보다 도심에서 더 멀리 떨어져 있었다. 지하철 노선도 1929년에는 틸플라츠역에서 첼렌도르프 베스트역에서 멀리 떨어져 있지 않은 크루메 랑케역까지 연장되었다. 여기에 더해서 당시의 베를린교통공사는 첼렌도르프-포츠담간 고속 노면전차를 계획하고 있었다. 이러한 상황 변화 때문에 1929년 반제선 승객 수는 3150만 명으로 감소했다.
베를린 철도국에서는 1927년 가을에 반제선의 전철화 초기 계획을 작성했다. 베를린 남북 S반선 계획을 고려하여 반제선, 순환선, 안할트 근교선의 환승을 간소화할 예정이 있었다. 이를 위해서 반제선의 선로를 순환선상의 에버스슈트라세역 인근으로 이설하고 남부 순환선 연결선과 연결할 계획이었다. 순환선과 안할트 근교선의 파페슈트라세역과 같은 구조의 환승역을 건설할 예정이었다. 새로 건설될 쇠네베르크역은 노선별 승강장이 건설되고, 반제선 열차는 포츠담 순환선역으로 재배치되며, 구 반제선역은 다른 목적으로 사용하기로 했다. 반제선 구간 내에서는 펠트슈트라세(Feldstraße) 및 첼렌도르프 오스트(Zehlendorf Ost)역 추가 건설이 계획되었다. 1930년에는 베를린 철도국에서 쇠네베르크 지역의 반제선 재건축안을 3가지 작성했으며, 이 중 1안과 2안은 반제선과 순환선이 교차하는 환승역 건설이 포함되어 있었다. 1931년 11월 25일에는 1안으로 진행이 확정되었다. 신규 환승역 건설 이외에도 기존의 쇠네베르크역이 영향을 받지 않았기 때문에 비용을 최소화할 수 있었다. 이외에도 노반 구조물 재건축, 포츠담역-첼렌도르프 미테 구간 장거리선 전철화, 반제역 일대의 새로운 S반 기지 건설이 추가되었다. 란트베어 운하 일대의 기지는 객차 유치용으로만 사용하게 되었다. 또한 반제-슐라흐텐제 구간 화물선도 첼렌도르프 미테역까지 연장에 대비되었다. 이 외에도 인상선도 같이 전철화되었고 승강장 높이도 76 cm에서 96 cm로 상향되었다. 반면 포츠담 장거리역의 승강장은 86 cm 높이로 건설되었다. 에버스슈트라세 일대에 새로운 급전소가 설치되고 리히터펠데 베스트에도 추가 급전소가 설치되었다.
1933년 3월 1일 베를린 쇠네베르크역이 개통했다. 1932년 12월 1일부터는 콜로넨슈트라세(Kolonnenstraße)역이라는 명칭을 사용했다. 개통에 따라ㅓ 과거 순환선에 있었던 에버스슈트라세역은 그 기능을 상실했고, 대합실 건물은 신 쇠네베르크역의 서쪽 출구로 전용되었다. 더 서쪽에는 순환선의 인스브루커 플라츠역이 개업했다. 펠트슈트라세역과 첼렌도르프 오스트역은 포이어바흐슈트라세역과 준트가우어 슈트라세역으로 각각 이름이 변경되었다.
1933년 4월 15일에는 S반 반제 기지가 개업했다. 1933년 5월 15일 18.61 km 구간이 전철화되었다. 전철화와 함께 포이어바흐슈트라세역의 영업이 시작되었다. 준트가우어 슈트라세역과 첼렌도르프 미테-슐라흐텐제 구간 화물선은 1934년 7월 1일에 개통했다. S반 운영을 위해서 2량 편성 51편성 열차를 제작했으며, 반제선형(Bauart Wannseebahn), ET/EB 1658로 형식이 지정되었다. 전철화에 따라서 반제역까지의 운행 시간이 36분에서 29분으로 단축되었으며, 포츠담역에서 첼렌도르프 미테역까지의 열차는 15분에서 11분으로 단축되었다. 전철화 이후에는 상시 10분 배차 간격으로 운행했다. 출퇴근 시간대에는 첼렌도르프까지, 일부 시간대에는 반제까지 5분 배차 간격으로 운행했다. 1936년부터는 시속 120 km로 운행 가능한 DR ET 125 2량 18편성이 투입되었다. 총 건축 비용은 약 2300만 라이히스마르크였다.
반제선 전철화와 비슷한 시기에 현대화 작업이 진행되었다. 1931년부터 1932년까지 노이바벨스베르크역에는 새로운 대합실이 건설되었으며, 1936년에는 S반 승강장 방면 통로 장식이 확대되었다. 베를린 시내 구간에서도 여러 철교가 개축되었다. 1936년부터 1938년 사이에는 화물역에도 베를린이라는 접두사가 붙었으며, 반제, 슈테글리츠, 리히터펠데 베스트, 첼렌도르프 미테역이 이에 포함된다. 이 과정에서 첼렌도르프 미테역은 베를린 첼렌도르프역이 되었다. 노이바벨스베르크와 노바베스군이 포츠담의 바벨스베르크구가 되면서 1938년 4월 1일부터 노이바벨스베르크역은 바벨스베르크 우파슈타트(Babelsberg Ufastadt)역, 노바베스역은 바벨스베르크(Babelsberg)역이 되었다.
베를린 남북 S반선이 개통되면서 반제선 북부 구간도 운행이 변경되었다. 터널로의 진입을 위해서 반제선 선로가 장거리선 선로의 동쪽으로 진행해야 했다. 그로스괴르셴슈트라세역도 이 과정에서 위치가 변경되었고 요르크슈트라세 일대로 이전했다. 이에 따라서 과거의 환승 경로가 불필요해졌다. 초기 계획은 그로스괴르셴슈트라세역을 쌍섬식 승강장으로 건설하여 반제선과 순환선 열차를 방향별 복복선으로 취급하는 것이었다. 그러나 콜로넨슈트라세역이 순환선과 반제선의 환승역으로 건설될 예정이었기 때문에 그로스괴르셴슈트라세역은 단순 섬식 승강장으로 축소되었다. 반제선역은 1939년 10월 6일까지만 열차가 운행되었고 이후 폐역되었다. 시설물은 장거리 열차에 전용되었고, 승강장은 객차 유치용으로 사용되었다. 그 다음 이틀간 반제선과 남북 S반선이 연결되었고, 1939년 10월 9일부터 남북 S반선을 경유하여 오라니엔부르크역까지 반제선 열차가 운행했다. 쇠네베르크역 북쪽의 구간은 남북 S반선과 운행이 통합되었다. 베츨라어선의 근교선이 1937년까지 분리되면서, 반제-포츠담 구간의 영업거리는 반제선이 아닌 베를린 도심선 기준으로 계산되었다.

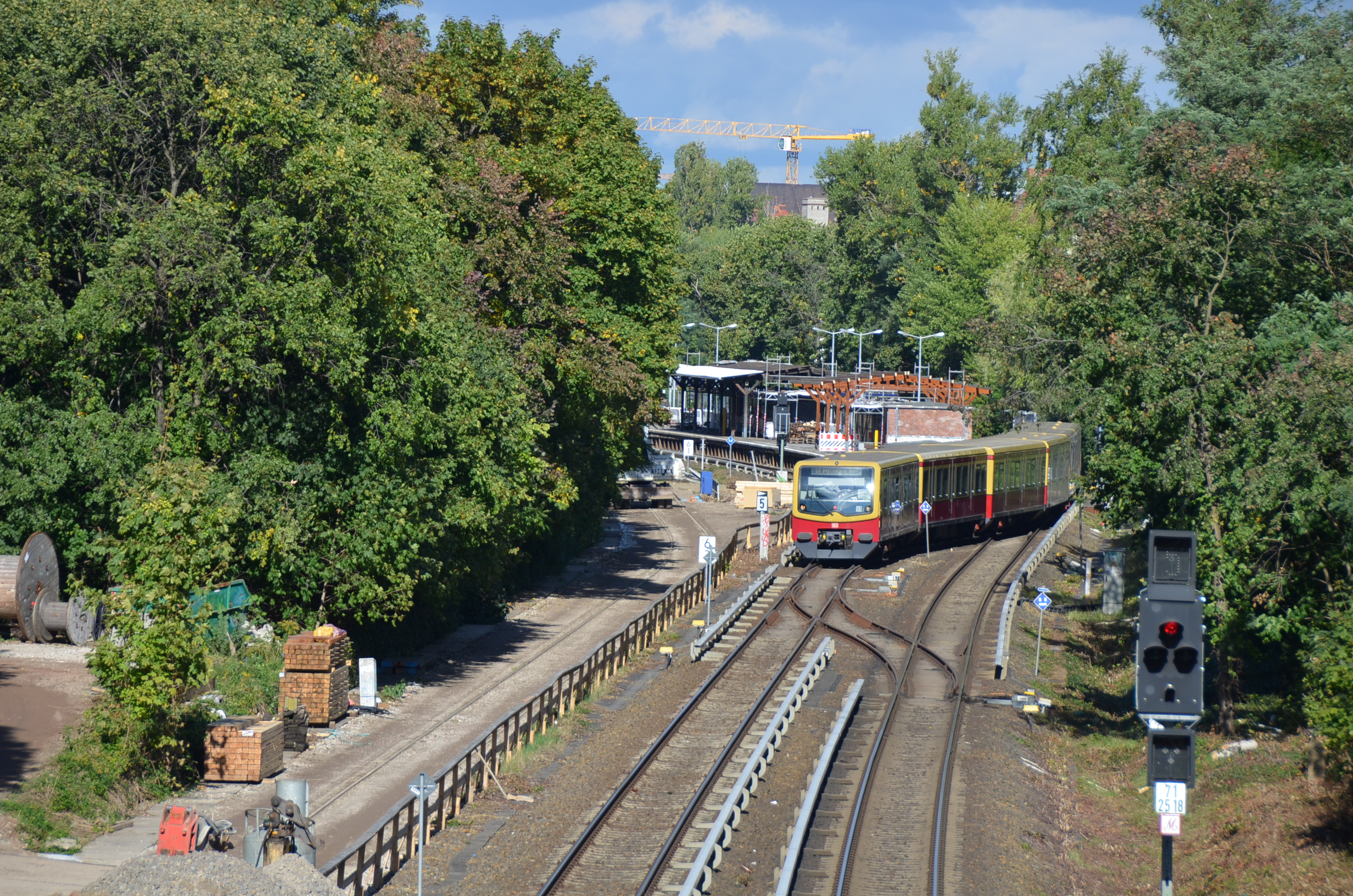
요르크슈트라세(그로스괴르셴슈트라세)역, 2013년

1937년 발표된 세계수도 게르마니아 계획에서도 반제선 자체는 크게 변경되지 않았다. 반제선 열차 일부는 FS반(Fern-S-Bahn)으로 변경되어 첼렌도르프역에서 결합/분리될 예정이었다. 동서 S반선 계획에는 안할트역에서 시작하여 괴를리츠선과 연결되어 FS반이 운행되고, 이 과정에서 포츠담역과 안할트역의 지상 시설물은 철거될 예정이었다. 남북 방향으로 운행하는 열차와 대규모 환승역이 계획되었다. 기존의 근교선은 포츠담에서 베르더 방면으로 연장될 예정이었고, 첼렌도르프-바벨스베르크 우파슈타트 구간 열차선과 평행하게 또 다른 S반 노선이 건설될 예정이었다.

### 제2차 세계 대전과 분단기
제2차 세계 대전 둥안에도 배차는 크게 감소하지 않았으며, 1945년 2월 18일까지는 20분 간격으로 운행했다. 1945년 4월 포츠담역이 연합군에 의한 베를린 폭격으로 파괴되어서 열차 운행이 중단되었다. 란트베어 운하 및 텔토 운하를 건너는 철교가 파괴되면서 운행이 중단되었다. 1945년 5월 2일 란트베어 운하 폭파로 남북 S반선이 침수되었다. 종전 이후에 전쟁 배상으로 일부 구간의 선로가 징발되었다. 베를린 시내에서 반제까지의 구간은 복선이 유지되었으며, 반제에서 텔토 운하까지는 단선으로 축소, 포츠담까지는 두 선로 모두 징발되었다.
쇠네베르크-반제 구간은 1945년 6월 6일부터 아침과 저녁에 각각 1편성씩 열차가 운행했다. 그 후 반제-그로스괴르셴슈트라세 구간에는 매일 4편성씩 셔틀 운행이 재개되었고, 7월 21일에는 12편성으로 확대되었다. 터널 침수의 여파로 1944년에 철거된 남부 순환선 연결선이 다시 복구되어 8월 6일부터 포츠담 순환선역에 반제선 열차가 다시 정차했다. 이 날부터 그로스괴르셴슈트라세-반제 구간 복선 운행이 재개되었고 전 구간 20분 배차 간격이 다시 도입되었다. 1945년 9월 6일부터는 출퇴근 시간대에 포츠담 순환선역-첼렌도르프역 구간을 10분 배차로 운행했다. 반제-텔토 구간은 1946년 2월 16일에 운행을 시작했으며, 텔토 운하 지역에서 열차를 갈아타야 했으며, 운하 양쪽에 임시 승강장이 건설되었고 두 승강장은 교량으로 연결되었다. 포츠담 구간에서는 1946년 5월 12일까지는 30분 간격으로만 운행할 수 있었으며, 그 후에는 건넘선이 복구되어 20분 배차 간격으로 운행했다. 1946년 7월 7일부터 전 구간 직통 운행이 개시되었다. 베를린 시내에는 1946년 7월 27일부터 남북 S반선을 경유하여 베를린 프리드리히슈트라세역까지 운행이 재개되었고, 1947년 11월 16일에는 베를린 북역까지 운행이 재개되었다. 1948년 6월 6일부터는 북쪽으로 비르켄베르더역까지 운행이 재개되었고, 오라니엔부르크 방면 열차와 환승할 수 있었다. 1950년 2월 8일에 오라니엔부르크행 직통 열차가 운행이 재개되었다.
1961년 시간표에서 1 열차군은 반제-오라니엔부르크간 20분 배차 간격, 반제-빌헬름스루간 10분 배차 간격으로 출퇴근 시간대에 운행했다. 베를린 장벽 건설 이후 반제-프로나우간으로 단축되었고, 동베를린에 있었던 남북 S반선 지하역은 프리드리히슈트라세역을 제외하고 전부 무정차 통과했다. 추가 열차는 안할트역-반제 사이만을 운행했다. 동시기부터 진행된 S반 보이콧의 여파로 당시 전체 베를린의 S반을 운행했던 독일국영철도에서는 1967년부터 승객 감소에 따른 1인 승무를 도입했다.
1980년 독일국영철도 파업으로 인하여 그 해 9월부터 반제선의 S반 운행이 중단되었다. 리히텐라데/리히터펠데 쥐트-하일리겐제 구간을 운행했던 S반 전동차의 유지 보수용으로 회송 열차만 운행했다. 회송 열차 운행 시간 단축을 위해서 신호기 운영이 중단되었다.

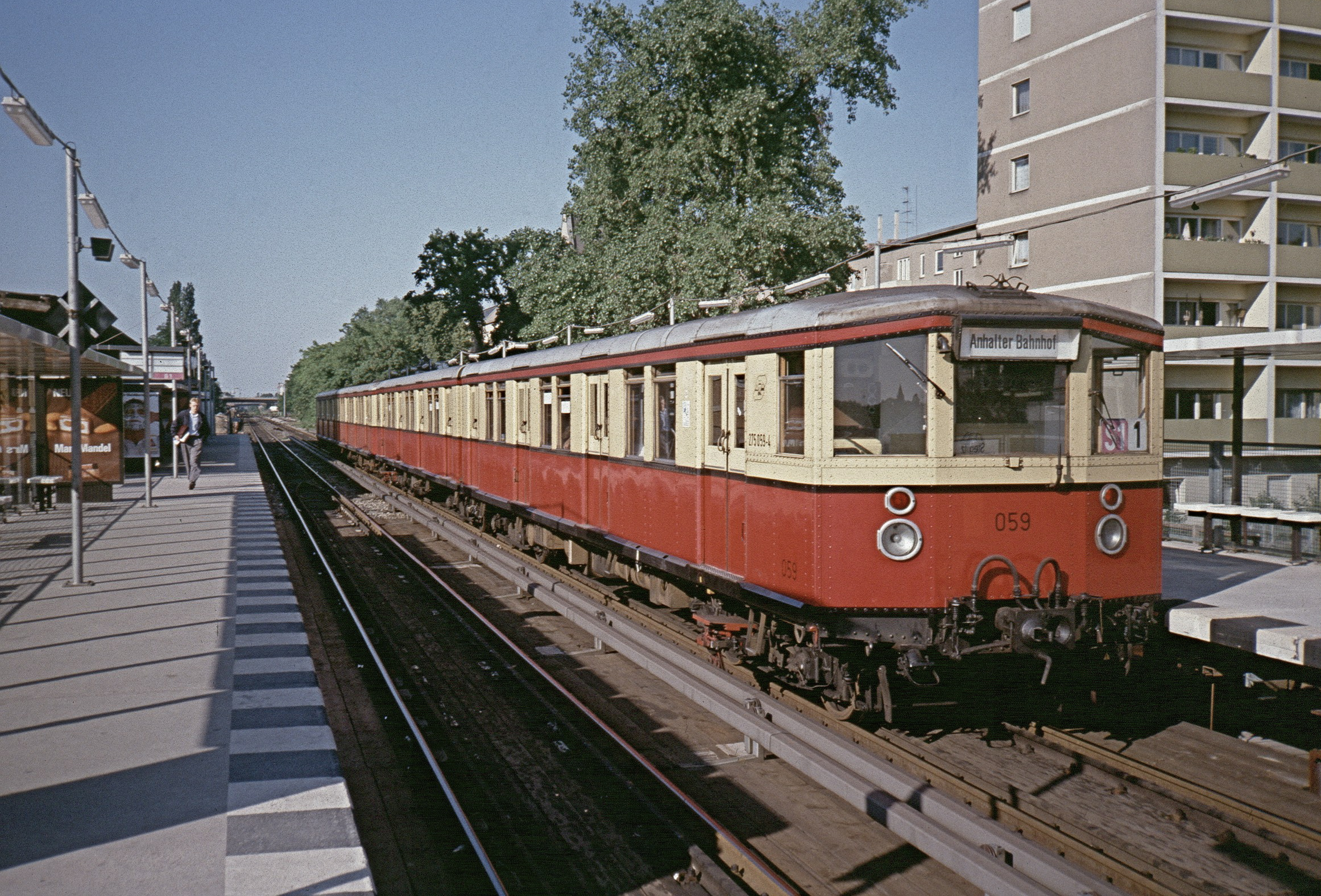
라트하우스 슈테글리츠역 개축 당시 임시 승강장, 1989년

1984년 1월 9일 서베를린 S반 영업권이 베를린 내각을 거쳐서 베를린교통공사에 양도되었다. 반제선 열차 운행 재개를 위해서 역 시설 개보수공사가 진행되었다. 1985년 2월 1일에는 반제선 S반 영업이 재개되었다. S1 노선은 반제-안할트역 구간을 운행했다. 리히텐라데발 S2 열차는 1984년 1월에는 안할트역에서 종착했으나, 그 해 5월부터 게준트브루넨, 가을부터 프로나우로 연장되었다.

### 재통일 이후

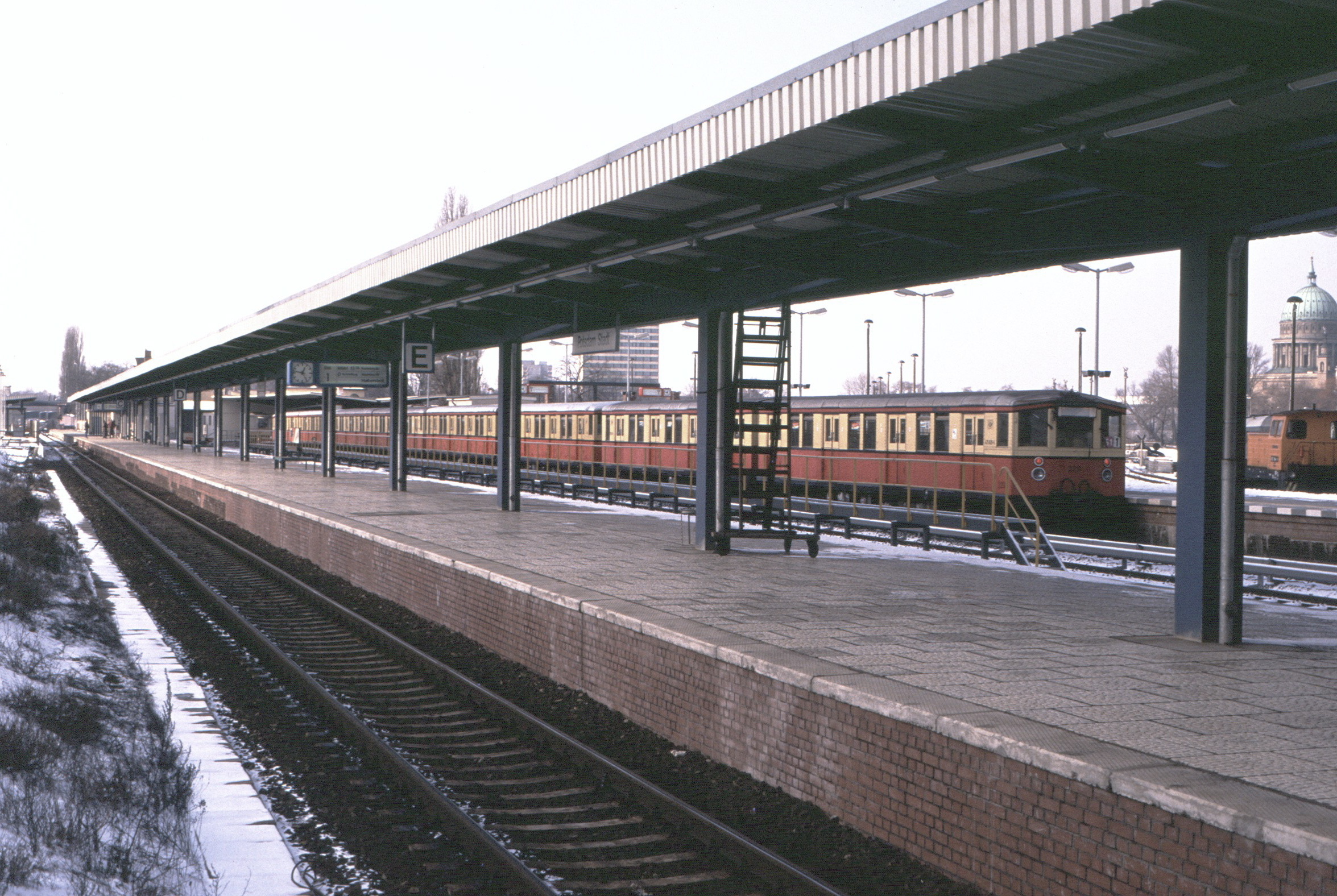
포츠담 중앙역, 1993년

베를린 장벽 붕괴 이후인 1992년부터 S1 노선이 오라니엔부르크 방면으로 운행했다. 같은 해에 반제-포츠담간 S반 운행이 재개되었으며, 이 노선은 현재의 S7 서부 구간의 일부이다.
1999년부터 2003년까지 안할트역-반제 구간의 본격적인 개보수공사가 진행되었다. 새로운 신호 시스템과 전자식 신호소 도입으로 5분 배차 간격이 가능해졌다. 선로 최고 속도도 시속 80에서 100 km로 향상되었다.
현재의 반제선은 베를린 남서부 주거 지역과 도심을 잇는 노선으로 기능하고 있다. 2000년대 초반부터 평시 배차 간격은 10분으로 유지되었고, 출퇴근 시간대에는 추가 열차가 편성되었다. 2009년부터 2016년까지는 베를린 S반의 운영 중단 사태로 추가 열차가 편성되지 못했다. 반제-포츠담 구간은 여전히 단선 운행을 유지하고 있다. 포츠담 중앙역에서 바벨스베르크 방면으로 700 m 정도는 복선화되었고, 포츠담 중앙역 인상선도 동쪽에서 서쪽으로 이설되었다. 이 과정의 비용은 약 660만 유로로 예상되었다. 2019년 3월 25일부터 반제역 출발-포츠담 구간에 ZBS가 도입되면서 부분 복선 노선이 영업을 시작했다.

## 참고 문헌
- 《Die neue Vorortbahn Berlin–Potsdam (Wannseebahn) und der Umbau des Potsdamer Bahnhofs in Berlin》 (PDF). Centralblatt der Bauverwaltung. Berlin. 1891년 9월 26일. 378–379쪽. 2017년 4월 27일에 원본 문서 (PDF)에서 보존된 문서. 2023년 2월 19일에 확인함.
- 《Der Bau der Wannseebahn und die Umgestaltung des Potsdamer Bahnhofes in Berlin》 (PDF). Zeitschrift für Bauwesen. 1893. 421–440쪽. 2017년 4월 27일에 원본 문서 (PDF)에서 보존된 문서. 2023년 2월 19일에 확인함.
- 《Der Bau der Wannseebahn und die Umgestaltung des Potsdamer Bahnhofes in Berlin》 (PDF). Zeitschrift für Bauwesen. 1893. 539–556쪽. 2017년 4월 27일에 원본 문서 (PDF)에서 보존된 문서. 2023년 2월 19일에 확인함.
- Stefan Handke (1988). 《Die Eisenbahn Berlin-Potsdam. Die Wannseebahn》. Berlin: Hildebrand. ISBN 3-923164-07-6.
- Udo Dittfurth, Michael Braun (2004).  Berliner S-Bahn-Museum, 편집. 《Die elektrische Wannseebahn. Zeitreisen mit der Berliner S-Bahn durch Schöneberg, Steglitz und Zehlendorf》. Berlin: Verlag GVE. ISBN 3-89218-085-7.
- Peter Bley (2013). 《175 Jahre Berlin-Potsdamer Eisenbahn. 175 Jahre Eisenbahn in Preußen》. Berlin: VBN Verlag B. Neddermeyer. ISBN 978-3-941712-29-4.